# 安城市立明祥中学校
安城市立明祥中学校（あんじょうしりつ めいしょうちゅうがっこう）は、愛知県安城市東端町にある公立中学校。

## 概要
- 安城市立明和小学校校区、安城市立丈山小学校校区の一部の生徒が通学する[1]。
- 旧・碧海郡明治村の中学校であった。
- 1988年から明中クリーン活動として、油ヶ淵の清掃を行っている。

## 沿革
- 1947年（昭和22年）4月 - 明治村立明治中学校として開校。校地は旧・明治航空基地跡地の一部であり、校舎は旧・明治航空基地の木造兵舎を転用。明治村全域を校区とする。
- 1955年（昭和30年）4月1日 - 明治村が分割され、安城市、碧南市、西尾市に編入される。明治中学校は安城市の中学校となり、安城市立明祥中学校に改称する。校区は明治村のうち安城市に編入された地域（東端、根崎、榎前、和泉、城ケ入、石井）となり、校区は安城市立城ケ入小学校、安城市立泉小学校校区と安城市立明和小学校校区となる。碧南市に編入された地域の生徒（西端。西端小学校校区に該当）は碧南市立新川中学校へ、西尾市に編された地域地域の生徒（米津、南中根。米津小学校校区に該当）は西尾市立鶴城中学校へ移る。
- 1956年（昭和31年）12月 - 体育館が完成する。
- 1965年（昭和40年）7月 - プールが完成する。
- 1978年（昭和53年）3月 - 第二体育館が完成する。従来の体育館は第一体育館に改称する。
- 1979年（昭和54年）3月 - 新校舎（鉄筋コンクリート造。現在の北館。）が完成する。
- 1985年（昭和60年）3月 - 北館が増築される。南館を新築する。木造校舎（旧・明治航空基地の木造兵舎）を取り壊す。
- 2001年（平成13年）3月 - 校内の美術館として「明芸館」が開館する。
- 2009年（平成21年） - 第一体育館を解体する。従来の第二体育館を体育館に改称する。
- 2010年（平成22年）6月 - 第一体育館跡地に格技棟が完成する。

## 交通アクセス
- あんくるバス南部線「東端保育園」バス停より徒歩約3分。

## 周辺施設
- 安城市立明和小学校
- 安城市立東端保育園
- 油ヶ淵
- 油ヶ淵水辺公園
- 碧南西端郵便局
- 碧南市民病院